# Llac No

Mapa del Llac No

El llac No és un llac del Sudan del Sud. Ocupa una superfície d'uns 100 km². Es troba just al nord del gran aiguamoll del Sudd, a la confluència dels rius Bahr al Jabal i Bahr el Ghazal. Marca la transició entre el Bahr al Jabal i el Nil Blanc. El llac No està un 1.156 km del llac Albert d'Uganda, que és el llac del Nil Blanc més gran que es troba abans del llac No. Aquest llac es considera el centre de les ètnies Nuer.